# Endromis lapponica
Endromis lapponica är en fjärilsart som beskrevs av Bau 1877. Endromis lapponica ingår i släktet Endromis och familjen skäckspinnare. Inga underarter finns listade i Catalogue of Life.